# أبقراطية شجرية

أبقراطية شجرية (الاسم العلمي:Hippocratea arborea) هي نوع من النباتات يتبع جنس الأبقراطية من الفصيلة الحرابية.